# Kalidasia
Kalidasia is een geslacht van steenvliegen uit de familie borstelsteenvliegen (Perlidae). De wetenschappelijke naam van het geslacht is voor het eerst geldig gepubliceerd in 1914 door Klapálek.

## Soorten
Kalidasia omvat de volgende soorten:
- Kalidasia radiata Klapálek, 1916